# Eustaqui IV de Boulogne
Eustache IV de Blois (cap a 1129. - prob. 17 d'agost de 1153), va ser comte de Boulogne de 1147 a 1153.

## Biografia
Era fill d'Étienne de Blois († 1154), comte de Mortain, després duc de Normandia (1135-1144) i rei d'Anglaterra (1135-1154), i de Matilde († 1152), comtessa de Boulogne.
Va convertir-se en hereu del regne d'Anglaterra el 1135, quan el seu pare s'apoderà del tron anglès. El 1137, va retre homenatge per al ducat de Normandia al rei Lluís VII de França, el seu futur cunyat. Fou armat cavaller a finals de 1146 o començaments de 1147, el que permet de fer una estimació del seu any de naixement cap a 1129, si llavors tenia 18 anys com era la tradició. Al mateix temps, rep el títol de comte de Boulogne. A Anglaterra, el seu pare troba dificultats, ja que la seva cosina, l'Emperadriu Matilde, reivindica igualment el tron i li declara la guerra. És promès a Constança de França († 1176), filla de Lluís VI el Gras el febrer de 1140, i es casa poc després. Jofré V d'Anjou, el marit de Matilde, s'apodera de Normandia el 1144. Tanmateix el seu paper en el conflicte es limita fins aquí al d'un subordinat i d'un seguidor.
El 1149, Enric Plantagenet, el fill de l'emperadriu Matilde i de Jofré Plantagenet, desembarca a Anglaterra per reprendre la lluita pel tron pel seu compte. Eustaqui el persegueix cap a l'oest del reialme i el força a sortir del país sense haver aconseguit res. Travessa cap a França el 1151, i el combat amb el seu cunyat Lluís VII, però sense èxit. L'any següent una coalició de major amplitud reprèn el combat, però el control d'Enric sobre el ducat no s'arriba a qüestionar.
En un concili celebrat a Londres el 6 d'abril de 1152, Esteve demana als barons de reconèixer Eustaqui com a proper rei i de retre-li homenatge. Prova de fer coronar Eustaqui en vida seva, però les seves relacions amb el clergat s'han degradat tant que troba una viva oposició. Thibaut du Bec, arquebisbe de Canterbury, es nega a accedir a la petició del rei, i el papa es nega també a reconèixer Eustaqui com a successor. Al setge de Wallingford el juliol de 1153, en assabentar-se que el seu pare i el duc de Normandia Enric Plantagenet han negociat un alto el foc, entra en còlera contra del seu pare i se'n va de la cort.
Al voltant del 17 d'agost de 1153, a Ànglia de l'Est, mor després d'haver saquejat l'abadia de Bury St Edmunds. Es va dir que havia estat colpit per la còlera de Déu. Segons Guillem de Newburgh, el rei Esteve «fou greument afligit per la mort del fill que considerava com el seu successor, va continuar combatent, però menys vigorosament, i va estar més atent als discursos dels partidaris de la pau».
La notícia de la mort d'Eustaqui facilita evidentment la conclusió del conflicte, que s'esdevé alguns mesos més tard pel tractat de Wallingford, i que permet a Enric Plantagenet succeir al tron el 1154 sota el nom d'Enric II.
La Crònica anglosaxona dona a Eustaqui un mal caràcter: «era un home dolent i ha causat més mal que bé a tot arreu on ha anat; ha destrossat les terres i ha aixecat impostos exagerats»;. Mor sense descendència i és inhumat a l'abadia de Faversham.

## Matrimoni
Es va prometre el febrer de 1140, i es va casar poc després amb Constança de França († 1176), filla de Lluís VI el Gras, rei de França i d'Adelaida de Savoia. No van tenir fills i Constança es va tornar a casar amb Ramon V, comte de Tolosa.